# Karl Faulenbach
Karl Faulenbach (Hanau, 3 ottobre 1893 – Stoccarda, 22 novembre 1971) è stato un generale tedesco della Wehrmacht durante la seconda guerra mondiale.

## Biografia
Faulenbach entrò nell'esercito imperiale tedesco il 19 novembre 1912 e con esso prese poi parte alla prima guerra mondiale, venendo promosso tenente nel 1913 e primo tenente nel 1916. Dopo l'armistizio, si pose al servizio del Reichswehr, raggiungendo il grado di capitano il 1º febbraio 1924.
Promosso maggiore il 1º ottobre 1933, entrò quindi nella Wehrmacht e dal 1º aprile 1936 venne promosso tenente colonnello. Il 1º gennaio 1939 venne promosso colonnello e prese quindi parte alla seconda guerra mondiale nella campagna sul fronte orientale in Polonia. Il 1º aprile 1942 venne promosso al grado di maggiore generale e poi a quello di tenente generale dal 1º gennaio 1943. Operò anche in Italia con la 356. Infanterie-Division a costituire il "Gruppo Genova" nei pressi di Portofino.
Dopo la fine del secondo conflitto mondiale, Karl Faulenbach cadde prigioniero nelle mani degli Alleati l'8 maggio 1945 e rimase in prigionia sino all'ottobre del 1947.